# Karsten Warholm
Karsten Warholm (n. 28 februarie 1996, Ulsteinvik, Provincie a Norvegiei (fylke), Norvegia) este un atlet norvegian care concurează la sprint și garduri. El este deținătorul recordului mondial la 400 m garduri cu un timp de 45,94 secunde, stabilit la Jocurile Olimpice de vară din 2020. Warholm a câștigat, de asemenea, aurul la evenimentul de la Campionatele Mondiale din 2017 și 2019, precum și de la Campionatele Europene din 2018 și Campionatele Europene în sală din 2018 (400 m plat).

## Realizări
| An   | Competiție                               | Locație                  | Loc | Eveniment     | Note    |
| ---- | ---------------------------------------- | ------------------------ | --- | ------------- | ------- |
| 2013 | Campionatul Mondial de Juniori (sub 18)  | Donețk, Ucraina          | 1   | octatlon      | 6451    |
| 2013 | Campionatul Mondial de Juniori (sub 18)  | Donețk, Ucraina          | 15  | ștafetă mixtă | 1:56,92 |
| 2014 | Campionatul Mondial de Juniori (sub 20)  | Eugene, Statele Unite    | 10  | decatlon      | 7551    |
| 2014 | Campionatul Mondial de Juniori (sub 20)  | Eugene, Statele Unite    | 11  | 4×100 m       | 40,62   |
| 2014 | Campionatul European                     | Zürich, Elveția          | 31  | 400 m         | 46,73   |
| 2015 | Campionatul European de Junior (sub 20)  | Eskilstuna, Suedia       | 2   | 400 m         | 46,50   |
| 2015 | Campionatul European de Junior (sub 20)  | Eskilstuna, Suedia       | 2   | decathlon     | 7764    |
| 2016 | Campionatul European                     | Amsterdam, Olanda        | 6   | 400 m garduri | 49,82   |
| 2016 | Campionatul European                     | Amsterdam, Olanda        | 16  | 4 × 400 m     | 3:10,76 |
| 2016 | Jocurile Olimpice                        | Rio de Janeiro, Brazilia | 10  | 400 m garduri | 48,81   |
| 2017 | Campionatul European de Tineret (sub 23) | Bydgoszcz, Polonia       | 2   | 400 m         | 45,75   |
| 2017 | Campionatul European de Tineret (sub 23) | Bydgoszcz, Polonia       | 1   | 400 m garduri | 48,37   |
| 2017 | Campionatul Mondial                      | Londra, Marea Britanie   | 1   | 400 m garduri | 48,35   |
| 2018 | Campionatul European                     | Berlin, Germania         | 1   | 400 m garduri | 47,64   |
| 2018 | Campionatul European                     | Berlin, Germania         | 8   | 400 m         | 46,68   |
| 2019 | Campionatul European în sală             | Glasgow, Marea Britanie  | 1   | 400 m         | 45,0    |
| 2019 | Campionatul Mondial                      | Doha, Qatar              | 1   | 400 m garduri | 47,42   |
| 2021 | Jocurile Olimpice                        | Tokio, Japonia           | 1   | 400 m garduri | 45,94   |
| 2022 | Campionatul Mondial                      | Eugene, Statele Unite    | 7   | 400 m garduri | 48,42   |
| 2022 | Campionatul European                     | München, Germania        | 1   | 400 m garduri | 47,12   |
| 2023 | Campionatul European în sală             | Istanbul, Turcia         | 1   | 400 m         | 45,35   |
| 2023 | Campionatul Mondial                      | Budapesta, Ungaria       | 1   | 400 m garduri | 46,89   |
| 2024 | Campionatul Mondial în sală              | Glasgow, Marea Britanie  | 2   | 400 m         | 45,34   |
| 2024 | Campionatul European                     | Roma, Italia             | 1   | 400 m garduri | 46,98   |
| 2024 | Jocurile Olimpice                        | Paris, Franța            | 2   | 400 m garduri | 47,06   |